# تپه قباد
تپه قباد مربوط به دوره پارت ـ دوره ساسانی است و در شهرستان پیرانشهر، بخش مرکزی، دهستان منگور غربی، روستای قبادبیگیان واقع شده است. این اثر در تاریخ ۳۰ دی ۱۳۸۵ با شمارهٔ ثبت ۱۶۸۴۶ به عنوان یکی از آثار ملی ایران به ثبت رسیده است.